# Ambasamudram
Ambasamudram är en ort i Indien.   Den ligger i distriktet Tirunelveli Kattabo och delstaten Tamil Nadu, i den södra delen av landet, 2 200 km söder om huvudstaden New Delhi. Ambasamudram ligger 68 meter över havet och antalet invånare är 32 020.
Terrängen runt Ambasamudram är platt åt nordost, men åt sydväst är den kuperad. Runt Ambasamudram är det tätbefolkat, med 319 invånare per kvadratkilometer. Ambasamudram är det största samhället i trakten. Omgivningarna runt Ambasamudram är en mosaik av jordbruksmark och naturlig växtlighet.